# Bavnehøj Idrætsanlæg
Bavnehøj Idrætsanlæg er et idrætsanlæg, der er beliggende i Sydhavnen i København. 
Anlægget består af tre baner, Bane 1 og 2, som er kunstgræsbaner, og en kunstgræsminibane. Idrætsanlægget bliver primært brugt af Boldklubben Vestia til træning og hjemmekampe.

## Indvielse
Opførelsen af idrætsanlægget begyndte i 1943, og det stod færdigt i 1949.

## Omdannelse til kunstgræs
I 2010 blev Bane 2 i idrætsanlægget omdannet til kunstgræs. Det første officielle turneringskamp på Bane 2 efter omdannelsen var den 20. august 2011, hvor Vestia besejrede Amalie 5-3 i Serie 3, Pulje 7.